# Гилязутдинова, Зайнаб Шайхиевна
Зайнаб Шайхиевна Гилязутдинова (тат. Зәйнәп Шәйхи кызы Гыйләҗетдинова; 29 октября 1918, Уфа, Башкурдистан — 2 октября 2007, Казань, Татарстан) — советский и российский учёный, педагог, врач, акушер-гинеколог, хирург.
Родилась на территории современного Башкортостана. Ввиду преследования отца семья уехала в Ташкент. В 1942 году окончила Ташкентский медицинский институт, после чего направлена на фронт Великой Отечественной войны. Дослужилась до командира взвода медико-санитарного батальона, имела звание военврача 3-го ранга, награждена орденом Отечественной войны II степени. На фронте вышла замуж, после эвакуации в Ташкент по болезни — родила сына, однако семейная жизнь не сложилась. После окончания войны вернулась к медицине, получив в 1949 году степень кандидата медицинских наук. В 1951 году переехала в Казань, поступив на работу в Государственный институт для усовершенствования врачей имени В. И. Ленина, где проработала всю дальнейшую жизнь. В 1954 вышла второй раз замуж — за своего коллегу, забрав к себе сына, ставшего в дальнейшем известным врачом. В 1965 году получила степень доктора медицинских наук, дослужилась в институте до заведующей кафедрой (1971—1987). Специализировала на акушерстве и гинекологии, подготовила множество научных трудов, активно занималась общественной деятельностью, в частности, организовала музей Г. Тукая. Кавалер орденов Трудового Красного Знамени, заслуженный деятель науки Татарской АССР, лауреат Государственной премии Республики Татарстан в области науки и техники (1996). До последних дней участвовала в работе института. Скончалась в 2007 году в возрасте 88 лет.

## Биография

### Молодые годы, образование
Зайнаб Шайхиевна Гилязутдинова родилась 29 октября 1918 года в Уфе (современный Башкортостан). Из семьи служащего. Отец — Шайхитдин Гилязиевич Гилязутдинов, из крестьян деревни Сая, окончил три класса деревенского медресе, выучился на наборщика в типографии, затем работал приказчиком в фирме Исмагилова в Казани. Его жена — Гильмизямал, башкирка по происхождению, намного моложе мужа, с четырёхклассным образованием, хорошо знала русский язык. У них было четверо детей — Марьям, Фарид, Зайнаб, и ещё рано умершая девочка. В 1918 году семья переехала в Томск, где до 1925 года отец работал наборщиком, а затем устроился приказчиком в магазин. В семье соблюдали мусульманские обряды, жили неплохо, летом снимали дачу за городом, отец вёл дневник и писал стихи, а также собрал большую библиотеку.
В 1929 году практически всё имущество Гилязутдиновых было конфисковано, так как Шайхитдин не смог уплатить налоги. Затем он уехал в Ташкент, избежав ареста, тогда всё хозяйство и воспитание детей легло на Гильмизямал, которая стала подрабатывать шитьём на сохраненной во время обысков швейной машинке. В 1930 году семья воссоединилась в Ташкенте, причём при отъезде из Томска поезд с Гильмизямал с детьми подвергся обыску. В 1933—1934 годах, получив из Томска известие об арестах в типографии, отец с целью избежать новых репрессий переехал в Термез и Наманган, предупредив детей о том, что он якобы поругался с матерью. Мать же в это время с целью прокормить семью в тяжёлых и голодных условиях занималась различной работой, в том числе шила платья, а затем заболела сыпным тифом, но выжила. Вскоре отец вернулся в Ташкент, устроившись завхозом на военный завод, а в дальнейшем до конца жизни работал в заводском промтоварном магазине.
До пятого класса училась в татарской школе в Томске, в Ташкенте перешла в русскую, хотя не знала языка, но вскоре его выучила. В школе звалась Зиной. Окончив семь классов, в 1934 году по настоянию матери поступила на вечернее отделение фельдшерско-акушерской школы, одновременно став работать медицинской сестрой в детской консультации, затем инструктором в детских яслях, а практику проходила в родильном доме. Тогда же, в возрасте 16 лет познакомилась с 18-летним Абдуллой Сагитовым, другом своего брата Фарида, учившимся в финансовом институте. Окончив школу, в 1936 году сроком на год была направлена на работу в отдалённые регионы Самаркандской области, где была заведующей акушерско-фельдшерским пунктом при сельсовете, которому было подответственно 15 колхозов. В то же время, приехав ненадолго в Ташкент к брату, познакомилась с артистом татарской оперной студии Ситдиком Айдаровым, который влюбился в неё и звал с собой в Казань, но вскоре скоропостижно скончался от неоперабельного рака желудка.
Вернувшись из района, по совету Абдуллы поступила на третий курс рабочего факультета Ташкентского медицинского института, который окончила в 1942 году. Первой из узбекских акушеров-гинекологов в 1940 году провела исследование по поиску эффективных средств прерывания беременности, в частности, для сохранения здоровья матери. В то же время не смогла пожениться с Абдуллой, так как сначала финансовый институт, в котором он учился, был переведён в Самарканд. Затем Абдулла проходил военную службу в Монголии, по возвращении из армии работал финансистом в исполкоме, а по причине тяжёлых жилищных условий создавать семью было негде. После начала Великой Отечественной войны же Абдулла был призван в армию и отправлен в кавалерийские войска, где служил старшим лейтенантом.

### Великая Отечественная война
По завершении учёбы, в 1942 году сразу же была мобилизована в Красную армию. Напросившись на фронт, к Абдулле, была отправлена в распоряжение 31-й армии, где тот сделал ей предложение и бракосочетание было оформлено у местного военного начальства. Служила командиром приёмно-сортировочного взвода 388-го отдельного медико-санитарного батальона 239-й стрелковой дивизии 2-й ударной армии, работала в тяжёлых условиях, посреди голода, холода и вшей, принимала раненых с боёв подо Ржевом, на Волховском и Ленинградском фронтах, участвовала в снятии блокады Ленинграда. На фронте была принята кандидатом в члены партии, но более ничем поощрена не была.
Это было подо Ржевом. Должен был присутствовать командный состав. Мы с подругой и старшим военфельдшером пошли. В передней комнате стояло шесть табуреток, там уже сидели две девушки, посадили и меня. Когда я спросила зачем и сказала, что хочу быть со своими, получила ответ: так мы должны встречать генерала. Было интересно посмотреть на генерала, и я села, хотя мне и не советовали. Ещё раз спросил у военного, зачем всё это, тот коротко и ясно ответил — генерал выберет себе девушку и посадит за стол рядом с собой. Тут только дошло, в чём дело, я вскочила и прижалась к подруге. Смотрю, быстро-быстро семенит маленький генеральчик, пробежал мимо девушек, по ходу погладил каждую по подбородку, а одну взял с собой и повёл в комнату, где должно было пировать начальство. Во второй комнате сидели мы, от капитана до лейтенанта. На столе стояли фрукты, конфеты. В конце вечера вывели пьяного генерала. Я говорю: «Как же всё это ужасно, он же генерал», а мне хладнокровно отвечают: Кушайте фрукты, это не наше дело, для осуждения есть другие чины. У меня тогда сложилось крайне негативное впечатление о старшем офицерском составе. Конечно, всё это очень субъективно, вероятно, не все были такими, но мне доводилось встречаться с генералами, которым, похоже, было наплевать на других, на то, что идёт война… Они жили в своё удовольствие, пили, хорошо питались в отличие от других. Дай бог, чтобы сейчас поменьше было таких и чтобы от их произвола не зависели судьбы других людей…Зайнаб Гилязутдинова, 2002 год.
Заболев на фронте туберкулёзом, через Москву была отправлена в Ташкент, к семье, где вскоре поступила на работу в акушерско-гинекологическую клинику при Ташкентском медицинском институте. В 1944 году демобилизовалась в звании военврача 3-го ранга, или капитана, а также с инвалидностью 2-й группы. Годом ранее она сумела выносить и родить своего единственного ребёнка — сына Ильдара, ставшего в будущем известным врачом. Тем временем, за полтора года до окончания войны перестали поступать письма с фронта от Абдуллы, затем он приехал в Ташкент, но вскоре уехал. Как выяснилось, из-за ссоры с политруком Абдулла был осуждён, отбыл срок и из-за запрета селиться в столичных городах уехал в Закарпатье, а в дальнейшем осел в Ровно, где женился и завёл новую семью.

### Ташкент — Казань
Поступив в ординатуру, а затем в аспирантуру кафедры акушерства и гинекологии Ташкентского мединститута, в 1949 году Гилязутдинова получила степень кандидата медицинских наук, защитив диссертацию «К вопросу о консервативном методе прерывания беременности по медицинским показаниям». В дальнейшем, в 1949—1951 годах работала ассистентом той же кафедры, вела занятия со студентами, выполняла дежурства и проводила большую лечебную работу. В 1951 году, по совету профессора И. Г. Гаспаряна переменить климат по болезни, переехала в Казань, оставив сына в Ташкенте до окончания им школы. В 1951—1952 годах работала сначала на лечебном, а затем на педиатрическом факультете Казанского медицинского института, где была ассистентом кафедры акушерства и гинекологии в клинике имени В. С. Груздева, занималась лекторской работой и проводила операции.
В 1952 году перешла на работу в Государственный институт для усовершенствования врачей имени В. И. Ленина под руководством профессора Л. М. Рахлина, где прослужила всю свою дальнейшую профессиональную жизнь. В том же году была избрана доцентом кафедры акушерства и гинекологии, а через некоторое время перешла в образованную на её базе 2-ю кафедру под руководством профессора Н. Е. Сидорова. В 1954 году познакомилась с невропатологом доцентом А. Х. Терегуловым, за которого впоследствии вышла замуж, забрав в новую семью к себе в Казань сына. В 1965 году получила степень доктора медицинских наук, защитив диссертацию на тему «Состояние нервных элементов фибромиомы матки у женщин вне и во время беременности и в фибромиомоподобных образованиях в эксперименте», после чего была избрана профессором кафедры. После ухода профессора И. В. Данилова на пенсию, в 1971 году заняла пост заведующей 2-й кафедрой акушерства и гинекологии.

### Научная, педагогическая и общественная работа
За годы работы на кафедре Казанского ГИДУВа приняла участие в разработке научных основ эндокринологии в акушерстве и гинекологии, впервые в СССР подготовила учебные планы и организовала тематические циклы усовершенствования врачей в этой сфере, подготовила целый ряд специалистов для лечения больных с генитальным туберкулёзом, создала специализированные отделения гинекологической эндокринологии и онкогинекологии, а также отделение для беременных в санатории «Казанский». Так, лично внедряла в лечебную практику института биологическую реакцию Майнини для диагностики беременности, кесарево сечение по Лейбчику и Гусакову, ряд других новаторских акушерских и гинекологических операций. Также активно занималась совершенствованием и оптимизацией учебного процесса, вела лекции и семинарские занятия, организовывала клинические разборы больных с привлечением врачей-курсантов и сотрудников клиники.
Лично и в соавторстве написала и издала 18 монографий, 8 практических руководств, 15 учебных пособий, клинических лекций и учебно-наглядных пособий, 29 методических рекомендаций, а также более 300 научных и журнальных статей. Специализировалась на вопросах охраны здоровья женщины, матери и новорожденного, в частности, нефроморфологии и нейроэндокринной регуляции женского организма, нейро-гормональных изменений у больных с опухолями половых органов, воспалительными процессами и другими заболеваниями, на изучении иммунозащитных механизмов организма беременных с различными сердечно-сосудистыми заболеваниями и иммунологической реактивности при онкогинекологической патологии, проблемах ранней диагностики рака яичников, профилактике осложнений в период беременности и родов. Подготовила 25 кандидатов и одного доктора медицинских наук, дослужившихся в дальнейшем до постов заведующих кафедрами, доцентов и ассистентов кафедр ряда медицинских институтов и университетов. Вместе с лечебно-педагогической деятельностью, вела и активную общественную работу, в частности, на протяжении долгих лет являлась учёным секретарем и председателем специализированного хирургического совета по защите кандидатских и докторских диссертаций, неоднократно избиралась членом партийного бюро Казанского ГИДУВа, была секретарём учёного совета института, членом редколлегии журнала «Азат хатын», членом редакционного совета «Казанского медицинского журнала», членом правления Всесоюзного общества акушеров-гинекологов и научного общества акушеров-гинекологов ТАССР.

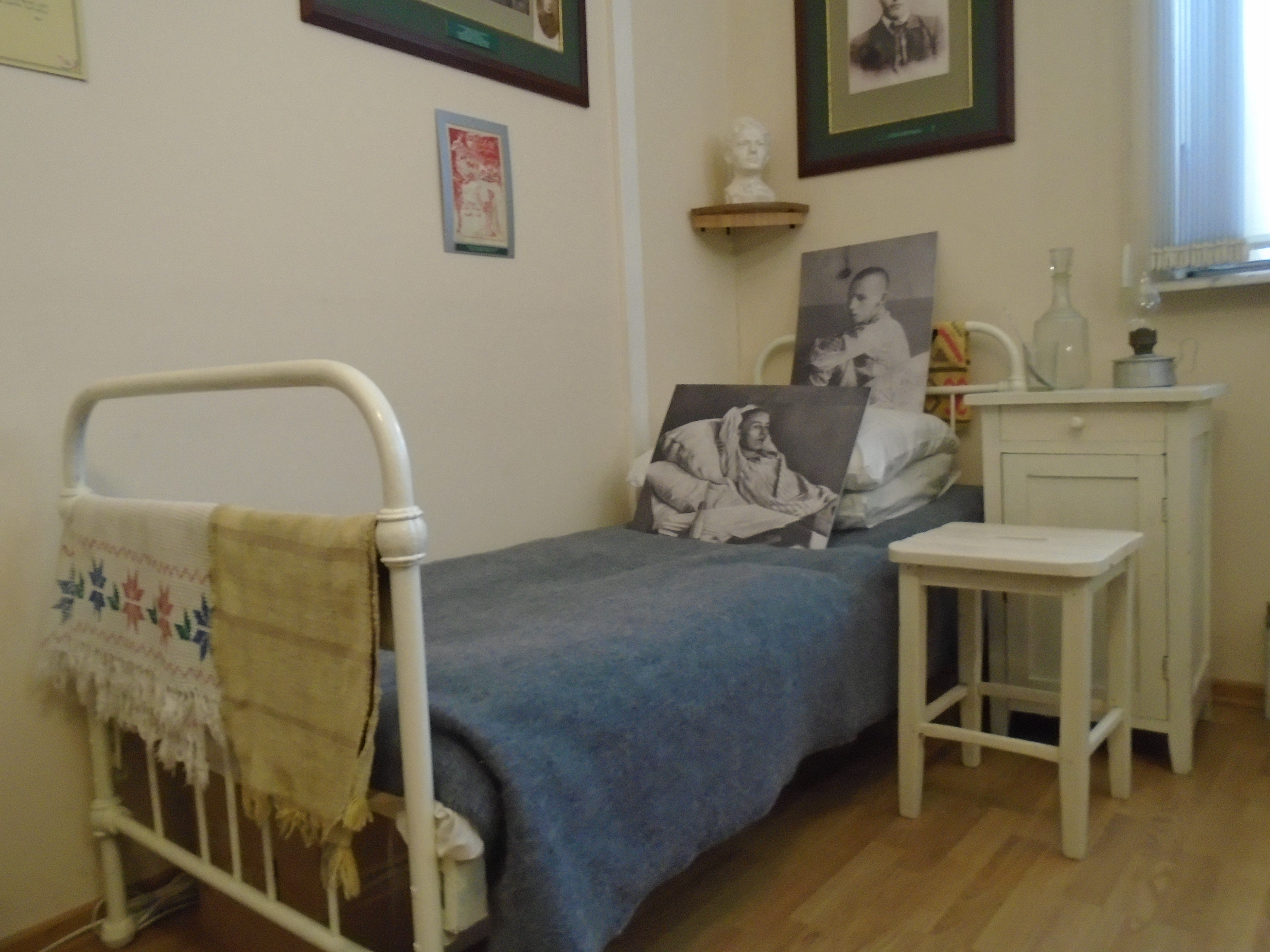
Мемориальная комната Тукая (современное фото)

Именно Гилязутдиновой принадлежат заслуги по организации малого музея Г. Тукая в историческом здании кафедры, которая с 1960 года располагалась в бывшей Клячкинской больнице на улице Островского. Рабочий кабинет Гилязутдиновой находился как раз в той палате, в которой, с 26 февраля по 14 апреля 1913 года, провёл последние дни своей жизни и скончался поэт, лечившийся у врача Клячкина от запущенного туберкулёза. Музей был открыт в 1968 году благодаря председателю Союза писателей ТАССР Гарифа Ахунова, при помощи которого также было установлено точное место смерти Тукая. Этому помогли предсмертные фотографии Тукая, на которых он запечатлён рядом с умывальником и печкой художественного кафеля, оказавшимся как раз в профессорском кабинете. По этим же фото была восстановлена и сама палата, в которой не было особых реликвий кроме самих стен, помнивших Тукая. Музей начинался с нескольких альбомов материалов о Тукае, архивных фотографий и вырезок из газет, которые были собраны лично Гилязутдиновой. В 1997 году здание закрылось на ремонт, в связи с чем Гилязутдинова выражала надежду на возрождение музея.

### Последние годы, память
В 1987 году ушла с поста заведующей кафедрой, после чего до 1997 года работала профессором-консультантом, а затем по достижении 80 лет была членом учёного совета по защите диссертаций, проработав врачом более 50 лет, за которые спасла бесчисленное количество женщин и их детей. Скончалась 2 октября 2007 года в Казани в возрасте 88 лет. До последних дней поддерживала связь с сотрудниками кафедры и не прерывала научной работы, закончив за несколько лет до кончины свои мемуары. В 2013 и 2017 годах 90-летие со дня рождения Гилязутдиновой и её 100-летний юбилей были отмечены проведением республиканских научных конференций. Её личные вещи и инструменты экспонируются в музее Казанской государственной медицинской академии.

## Награды
- Орден Трудового Красного Знамени[1][12], Отечественной войны II степени[1][41], медали[12], значок «Отличник здравоохранения»[4], почётные грамоты Татарского областного комитета КПСС, Совета министров ТАССР и министерства здравоохранения Республики Татарстан[12].
- Почётное звание «Заслуженный деятель науки Татарской АССР[тат.]» (1973 год)[4][27].
- Государственная премия Республики Татарстан в области науки и техники (1996 год) — за работу «Новая система оздоровления беременных женщин в условиях санаторно-курортных учреждений»[1][42].

## Избранная библиография
- Гилязутдинова З. Ш. Противозачаточные средства. — Казань: Таткнигоиздат, 1958. — 27 с.
- Гилязутдинова З. Ш. К патогенезу фибромиомы матки: клинико-экспериментальные и морфологические исследования. — Казань: Таткнигоиздат, 1967. — 182 с.
- Гилязутдинова З. Ш. Туберкулёз женской половой сферы. — Казань: Таткнигоиздат, 1970. — 151 с.
- Гилязутдинова З. Ш., Клеменкова И. Г., Гордеева Н. К. Состояние некоторых эндокринных органов под воздействием лечебных факторов при гинекологической патологии: учебно-методическое пособие для практикующего врача. — Ленинград: Ленинградский государственный институт усовершенствования врачей имени С. М. Кирова, 1974. — 68 с.
- Гилязутдинова З. Ш., Кольцова Г. Н., Мавлютова З. В. Методы обследования и тактика ведения онкогинекологических больных: учебное пособие. — Ленинград: Ленинградский государственный институт усовершенствования врачей имени С. М. Кирова, 1978. — 26 с.
- Гилязутдинова З. Ш. Нейро-эндокринные синдромы в гинекологии: цикл лекций. — Ленинград: Ленинградский государственный институт усовершенствования врачей имени С. М. Кирова, 1980. — 63 с.
- Гилязутдинова З. Ш. Опухоли яичников: учебное пособие. — Ленинград: Ленинградский государственный институт усовершенствования врачей имени С. М. Кирова, 1981. — 55 с.
- Гилязутдинова З. Ш., Гордеева Н. К. Диагностика и лечение генитального туберкулеза у женщин. — Казань: Татарское книжное издательство, 1981. — 200 с.
- Гилязутдинова З. Ш., Тухватуллина Л. М. Трофобластическая опухоль: цикл клинических лекций. — Ленинград: Ленинградский государственный институт усовершенствования врачей имени С. М. Кирова, 1982. — 48 с.
- Гилязутдинова З. Ш., Сафина М. Р. Формирование группы риска по раку тела матки: методические рекомендации. — Казань: Казанский государственный институт усовершенствования врачей имени В. И. Ленина, 1984. — 18 с.
- Гилязутдинова З. Ш., Капелюшник Н. Л. Профилактика перинатальной патологии: сборник научных трудов. — Ленинград: Ленинградский государственный институт усовершенствования врачей имени С. М. Кирова, 1985. — 100 с.
- Гилязутдинова З. Ш. Группы риска в акушерской и перинатальной патологии: методические рекомендации. — Казань: Казанский государственный институт усовершенствования врачей имени В. И. Ленина, 1986. — 55 с.
- Гилязутдинова З. Ш. и др. Организация службы профилактики и лечения кровотечения в родах: методические рекомендации. — Казань: Казанский государственный институт усовершенствования врачей имени В. И. Ленина, 1987. — 36 с.
- Гилязутдинова З. Ш. и др. Женщины групп риска в акушерско-гинекологической практике и тактика их ведения: учебное пособие. — Ленинград: Ленинградский государственный институт усовершенствования врачей имени С. М. Кирова, 1988. — 102 с.
- Гилязутдинова З. Ш. Беременность и роды при заболеваниях центральной нервной и периферической нервной системы: практическое руководство. — Казань: Издательство Казанского университета, 1988. — 154 с. — ISBN 5746400556.
- Гилязутдинова З. Ш. и др. Опухоли яичников у женщин и в детском и подростковом возрасте: практическое руководство для врачей гинекологов, онко-гинекологов и гинекологов детского и подросткового возраста. — Казань: Казанский государственный институт усовершенствования врачей имени В. И. Ленина, 1994. — 103 с.
- Гилязутдинова З. Ш. и др. Гинекологическая патология детского и подросткового возраста. — Казань: Казанский государственный институт усовершенствования врачей имени В. И. Ленина, 1994. — 240 с.
- Гилязутдинова З. Ш. и др. Функциональные и патологические изменения в мено- и постменопаузальном периодах у женщин. — Казань: Издательство «Медицина», 1995. — 187 с. — ISBN 5764500176.
- Гилязутдинова З. Ш. Экстрагенитальная патология и беременность: практическое руководство. — Казань: Казанская государственная медицинская академия, 1996. — Т. 1. — 125 с.
- Гилязутдинова З. Ш. Экстрагенитальная патология и беременность: практическое руководство. — Казань: Казанская государственная медицинская академия, 1996. — Т. 2: Заболевания центральной нервной системы и беременность. — 147 с.
- Гилязутдинова З. Ш. Экстрагенитальная патология и беременность: практическое руководство. — Казань: Казанская государственная медицинская академия, 1996. — Т. 3: Сахарный диабет и беременность.Заболевания щитовидной железы и беременность. — 135 с.
- Гилязутдинова З. Ш. Генитальный туберкулез у женщин: практическое руководство. — Казань: Издательство «Дом печати», 1998. — 102 с.
- Гилязутдинова З. Ш., Гилязутдинов И. А. Бесплодие при нейроэндокринных синдромах и заболеваниях. — Казань: Издательство «Дом печати», 1998. — 409 с. — ISBN 5891200368.
- Гилязутдинова З. Ш. Экстрагенитальная патология и беременность: практическое руководство. — Москва: МЕДпресс, 1998. — 442 с. — ISBN 5930590036.
- Гилязутдинова З. Ш., Михайлов М. К. Онкогинекология: руководство для врачей. — Москва: МЕДпресс, 2000. — 383 с. — ISBN 5930590257.
- Гилязутдинова З. Ш., Валиев Р. Ш. Туберкулёз и беременность: учебно-методическое пособие. — Казань: Издательство «Медицина», 2000. — 40 с. — ISBN 5764501601.
- Гилязутдинова З. Ш., Гилязутдинов И. А. Нейроэндокринная патология в гинекологии и акушерстве: руководство для врачей. — Казань: Издательство «Медицина», 2004. — 380 с. — ISBN 5764502691.
- Гилязутдинова З. Ш., Тухватуллина Л. М. Невынашивание беременности при анатомических и функциональных нарушениях репродуктивной системы: практическое руководство для врачей. — Казань: Издательство «Новое знание», 2006. — 243 с. — ISBN 5893473760.
- Гилязутдинова З. Ш. Злокачественные новообразования органов репродукции у женщин: руководство для врачей. — Казань: Издательство «Отечество», 2007. — 498 с. — ISBN 9785922201551.
- Гилязутдинова З. Ш., Тухватуллина Л. М. Невынашивание беременности при анатомических и функциональных нарушениях репродуктивной системы: практическое руководство для врачей. — 2-е изд., испр. и доп.. — Казань: Издательство «Медлитература», 2008. — 239 с. — ISBN 9785852472397.
- Гилязутдинова З. Ш., Гилязутдинов И. А. Нейроэндокринная патология в гинекологии и акушерстве: руководство для врачей. — 2-е изд., испр. и доп.. — Москва: МЕДпресс-информ, 2008. — 431 с. — ISBN 5852472417.

## Комментарии
1. ↑  Ремонт закончился в 2006 году, после чего началась работа по воссозданию мемориальной комнаты, завершившаяся лишь в 2018 году[31][35].